# Sławiec
Sławiec – wieś w Polsce położona w województwie podlaskim, w powiecie łomżyńskim, w gminie Nowogród.
| SIMC    | Nazwa | Rodzaj    |
| ------- | ----- | --------- |
| 0402566 | Praga | część wsi |

Miejscem masowej egzekucji niemieckiej był skraj lasu koło wsi Sławiec, około 500 metrów od szosy Łomża – Ostrołęka. W dniu 23 lipca 1943 roku stracili Niemcy około 300 więźniów z łomżyńskiego więzienia. W 1945 roku rozpoznano i ekshumowano 33 mieszkańców Zambrowa i 6 mieszkańców Wysokiego Mazowieckiego. Wszystkich ich pochowano na miejscowych cmentarzach. Reszta ofiar pozostała w miejscu kaźni. Obecnie, w polu, pod dwoma charakterystycznymi świerkami, jest ogrodzona zbiorowa mogiła z krzyżem i pamiątkowym głazem. 
Wieś szlachecka Sławc położona była w drugiej połowie XVI wieku w powiecie łomżyńskim ziemi łomżyńskiej. W latach 1975–1998 miejscowość administracyjnie należała do województwa łomżyńskiego.
Wierni kościoła rzymskokatolickiego należą do parafii Narodzenia Najświętszej Maryi Panny w Nowogrodzie.